# Триггви Тоурхальссон
Три́ггви То́урхальссон, исл. Tryggvi Þórhallsson (9 февраля 1889 — 31 июля 1935) — исландский политический деятель, представлявший либеральную Прогрессивную партию (исл. Framsóknarflokkinn). Премьер-министр Исландии с 28 августа 1927 до 3 июня 1932 года.

## Биография
Триггви Тоурхальссон был сыном епископа Тоурхадлюра Бьяднарсона. Завершил получение среднего образования (stúdentspróf) в 1908 году в латинской школе в Рейкьявике, старейшей школе страны, после чего год отучился в Копенгагенском университете и затем поступил в Исландский университет на богословский факультет, который закончил в 1912 году. После его окончания в течение года преподавал закон божий в Рейкьявике, с 1913 по 1917 год был священником в Хестуре и Боргарфьордуре. С 1916 по 1917 год он параллельно с этим был профессором богословия в Университете Исландии. Затем на протяжении 10 лет, до 1927 года, Триггви Торхальссон был главным редактором газеты Tíminn.
Его политическая карьера началась, когда он стал кандидатом от Прогрессивной партии на парламентских выборах 1923 года; он был избран депутатом  альтинга (исландского парламента) от Страндасислы.
28 августа 1927 года он сменил Йоуна Тодлаукссона на посту премьер-министра Исландии и сформировал первое правительство Прогрессивной партии, действовавшее до 3 июня 1932 года, председателем которого в 1927 году стал он сам. В 1931 году он распустил альтинг, когда депутаты собирались вынести вотум недоверия правительству. Одной из причин этого была идея правительства провести реформу избирательной системы, увеличив число членов парламента от Рейкьявика за счёт сокращения числа депутатов от сельских территорий (мотивируя это ростом города и стремлением к пропорциональному представительству в парламенте). На последовавших выборах, тем не менее, Прогрессивная партия всё равно получила большинство в парламенте — 35 %, что позволило ей сформировать очередное правительство.
В период его руководства страной он занимал до 20 апреля 1931 года и затем вновь — начиная с 20 августа 1931 года — пост министра промышленности (atvinnumálará ð herra). Наряду с этим он был с 8 декабря 1928 до 7 марта 1929 года министром финансов (fjármálará ð herra), а с 20 апреля по 20 августа 1931 года — также министром юстиции и министром по делам религии (dóms-og kirkjumálará ð herra). Как премьер-министр он также отвечал за внешнеполитические дела, поскольку Исландия, будучи формально частью Дании (с 1918 года Исландия находилась в унии с Данией, которая была ответственна за её внешнюю политику и оборону), не имела собственного министерства иностранных дел. После землетрясения 1934 года, которое разрушило большую часть Дальвика, он в качестве премьер-министра организовал отдельный комитет по ликвидации его последствий. В период его пребывания в должности велось также обширное городское строительство, финансируемое за государственный счёт.
3 июня 1932 года на посту премьер-министра и председателя Прогрессивной партии его сменил соратник по партии и деверь[уточнить] Аусгейр Аусгейрссон. После этого Тоурхальссон до момента смерти был председателем правления образованного 1 июля 1930 года исландского банка Búna ð arbanki Íslands. В 1933 году Тоурхальссон вышел из Прогрессивной партии и основал собственную партию,  «Bændaflokkinn» (букв. «Партия фермеров»), от которой на выборах 1934 года три человека избрались в альтинг, однако сам Триггви Тоурхальссон проиграл выборы в Страндасисле вскоре ставшему премьер-министром Херманну Йоунассону. После этого он фактически ушёл из политики, имея к тому же проблемы со здоровьем, а год спустя умер.